# Покришкіно (Калінінградська область)
Покришкіно (рос. Покрышкино) — селище Нестеровського району, Калінінградської області Росії. Входить до складу Пригороднього сільського поселення.
Населення —  295 осіб (2015 рік). 

## Населення
| 2002 | 2010 |
| ---- | ---- |
| 277  | ↗295 |